# 圣桑福里安代布吕耶尔
圣桑福里安-德布吕耶尔（法語：Saint-Symphorien-des-Bruyères，法語發音：[sɛ̃ sɛ̃fɔʁjɛ̃ de bʁɥijɛʁ] ⓘ）是法国奥恩省的一个市镇，位于该省东北部，属于莫尔塔涅欧佩什区。

## 地理
圣桑福里安-德布吕耶尔（48°47'18"N, 0°34'57"E）面积16.02 平方千米，位于法国诺曼底大区奧恩省，该省份为法国西北部内陆省份，北起顺时针与卡爾瓦多斯省、厄尔省、厄尔-卢瓦省、萨尔特省、马耶讷省和芒什省接壤。
与圣桑福里安-德布吕耶尔接壤的市镇（或旧市镇、城区）包括：圣尼古拉德索迈尔、博费、莱格勒、赖镇、里勒河畔圣叙尔皮斯、乌什堡。
圣桑福里安-德布吕耶尔的时区为UTC+01:00、UTC+02:00（夏令时）。

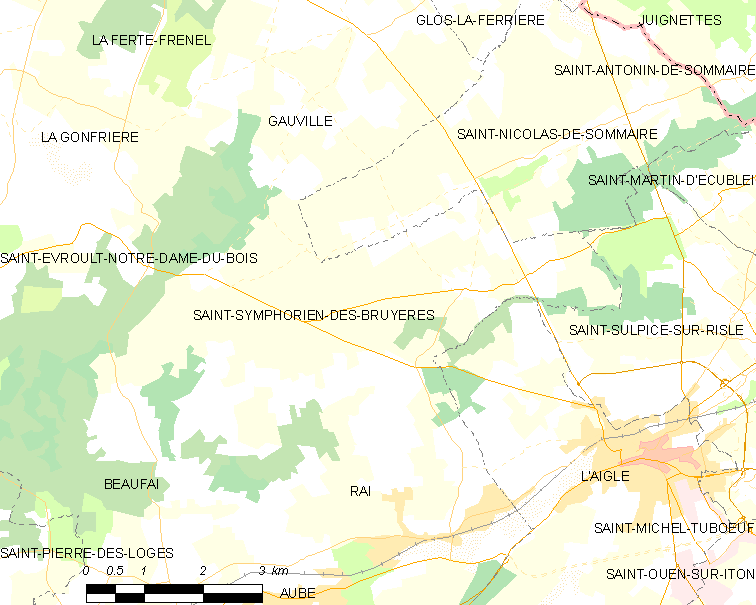
圣桑福里安-德布吕耶尔的OSM定位图

## 行政
圣桑福里安-德布吕耶尔的邮政编码为61300，INSEE市镇编码为61457。

## 政治
圣桑福里安-德布吕耶尔所属的省级选区为赖村县。

## 人口
圣桑福里安-德布吕耶尔于2022年1月1日时的人口数量为483人。

1962-2008年间圣桑福里安-德布吕耶尔人口变化图示